# Stegelytra gavoyi
Stegelytra gavoyi är en insektsart som beskrevs av Ribaut 1952. Stegelytra gavoyi ingår i släktet Stegelytra och familjen dvärgstritar. Inga underarter finns listade i Catalogue of Life.